# Edmund Minahan
Edmund Joseph Minahan (ur. 10 grudnia 1882 w Springfield, zm. 20 maja 1958 East Orange) – amerykański lekkoatleta i baseballista.
Wystąpił na Letnich Igrzyskach Olimpijskich w Paryżu. Startował w biegach sprinterskich na 60 m (zajął 4. miejsce) i 100 m (odpadł w półfinale). Jako baseballista reprezentował klub Cincinnati Reds.